# 健全なネットワークビジネスを育てる議員連盟
健全なネットワークビジネスを育てる議員連盟（けんぜんなネットワークをそだてるぎいんれんめい）は、2003年9月から2008年10月に解散されるまで存在した日本の民主党議員を中心とした議員連盟。

## 概要
2003年9月にマルチ商法企業などでつくる政治団体「ネットワークビジネス推進連盟」となった旧「流通ビジネス推進政治連盟」の働きかけで設立された。ネットワークビジネスと自称する連鎖販売取引を行うマルチ商法企業で構成されたネットワークビジネス推進連盟が支援していた。
朝日新聞によると、消費者トラブルや苦情件数増加によるマルチ商法規制強化が予測されたため、2002年11月にマルチ商法企業は前身の政治団体「流通ビジネス推進政治連盟」を設立、2003年からマルチ商法業者が民主党とのつながりを深め、寄付やパーティー券購入を重ねた。
「ネットワークビジネス（推進）基本法」の制定やマルチ商法の阻害となっている薬事法改正などを目的とした。2003年9月の設立から2008年10月の解散まで「健全なネットワークビジネスを育てる議員連盟」に所属する議員らはマルチ商法業者の会員勧誘の講演会出演、ラジオ番組、著書でマルチ商法業界を推進や擁護をしていた。
2008年12月の自由民主党のマルチ疑惑追及プロジェクトチームの調査によると、健全なネットワークビジネスを育てる議員連盟に所属していた民主党の幹部ら6人は講演料、パーティー券購入、個人献金の形式でマルチ商法業者から全部で4千万円を超える金額を受け取っていた。

## 沿革
2003年9月にマルチ商法企業の政治団体「ネットワークビジネス推進連盟」の働きかけで、流通ビジネス議員連盟として石井一らにより発足。2008年1月、健全なネットワークビジネスを育てる議員連盟に改称。　
2008年10月10日に朝日新聞や読売新聞などによると、Wikipedia内の「前田雄吉」「藤井裕久」「ネットワークビジネス」「ネットワークビジネス推進連盟」そして当記事において、この議連に関する部分が削除される編集が行われ、その編集をしたIPユーザーは衆議院内からの接続によるものと判明した。両議員ともに「編集していない」と否定したが、「都合の悪い部分を削除しているのでは」という声があがっていることを報道した。　
2008年10月13日、議員連盟の事務局長である民主党衆議院議員の前田雄吉が、マルチ商法業界から少なくとも1156万円の講演料と、前田が代表を務める政党支部への政治献金を受け取っていたことが新聞に記載された。朝日新聞は、前田はマルチ商法業界を擁護する国会質問をしてきていたため、「業界との密着ぶりが浮かび上がった。」と報道している。2004年3月から4年連続で衆院予算委員会分科会において、「一部の悪徳なマルチ企業によりまして、多くのまじめな業者が迷惑している」と発言した。政府の産業構造審議会小委員会に業界側委員を加えるべきだとなど業界擁護の質問を続けてきた。
2008年10月13日の献金報道後に、前田は「講演料や政治献金は違法性は無いが、講演料を支払ったマルチ業者の一部が業務停止命令を受けていたことから道義的責任を取る」と述べた。その後、前田は民主党を離党し、次期総選挙への不出馬を表明した。2008年10月14日、健全なネットワークビジネスを育てる議員連盟は解散となった。
民主党幹事長（当時）の鳩山由紀夫は、前田がマルチ商法業者から講演料などを受け取り、業界擁護の国会質問を続けてきた問題について、献金に違法性はなく、前田が事務局長を務めたマルチ商法支援の議員連盟（健全なネットワークビジネスを育てる議員連盟）は「すでに解消させてもらっている。もう今は存在していない」と説明した。
同月18日、民主党の副代表であり、当議連を開設した石井も450万円の政治献金を受けていたことが分かった。これに対し石井は「特別な趣旨はなく、あくまで政治活動に対する献金」と回答している。
2012年にマルチ商法業界からの献金問題で内閣府特命担当大臣（消費者及び食品安全）辞任した山岡賢次民主党副代表は「政局に巻き込まれた」と当時を振り返り、「マルチ商法は合法」「今後は民主党副代表として、党内融和に全力を挙げる」とマルチ商法を擁護する姿勢を変えていない。

## 伊賀市社会福祉協議会脅迫事件
2006年10月15日、伊賀市社会福祉協議会（三重県伊賀市）が、毎月定期発行している広報誌の中で、マルチ商法に騙されないように注意を呼びかけた。ところが、2007年2月28日に、流通ビジネス推進議員連盟は国会内の郵便局から別々の封書で「（記事が）業界すべてが悪いとの印象を読者に与えかねない」と主張する意見書を作成して、伊賀市社会福祉協議会に送付した。封書には訂正広告や（マルチ商法企業への）謝罪など受け入れない場合は「法的に処断する」などと記載されており、同協議会の事務局長は「脅迫だと思った」と話している。2008年の朝日新聞の取材に対して、マルチ商法への警戒を呼びかけたことでマルチ商法擁護議員から脅迫文を送付された伊賀市社会福祉協議会は「議員の良識を疑う」と糾弾した。

## 所属していた議員
- 松木謙公[8]
- 牧義夫（事務局次長。発覚時民主党の衆院議員であり[20][19]、2022年10月15日時点立憲民主党現職議員）
- 松下新平[8]

### 引退や落選した議員
- 前田雄吉（民主党議員。発足時から2008年の発覚による離党まで事務局長[21][22][20][19]、2009年に議員引退）
- 藤井裕久（会長。2008年の発覚時、民主党議員・民主党最高顧問[20]。2012年に総選挙には出馬せず議員引退）
- 山岡賢次（顧問。2008年の発覚時に民主党国会対策委員長。前田議員が事務局長[20][19][14]。2011年9月2日から2012年1月13日まで内閣府特命担当大臣（消費者及び食品安全）。2012年1月24日に民主党副代表に就任したが[14]、 7月9日に国民の生活が第一の結党の結党参加表明し、民主党を除籍処分。 日本未来の党候補として出馬し落選。）
- 石井一（初代名誉会長[22]、2009年9月民主党選挙対策委員長に就任、2013年の第23回参議院議員通常選挙に民主党候補として出馬したが落選）

## 加盟企業
業界団体である政治団体ネットワークビジネス推進連盟の加盟企業については、企業名は非公開である。健全なネットワークビジネスを育てる政治連盟には約40社が加盟し、加盟マルチ企業は年間50万円の会員料を支払っている。